# حصار بلغراد (1440)
حصار بلغراد عام 1440م، كان حصاراً طويلاً شنته الدولة العثمانية حوالي ستة أو سبعة أشهر على مدينة بلغراد، وهي مدينة محصنة مهمة تتبع ديسبوتية الصرب والحصن الرئيسي لخط الدفاع المجري بعد إخضاع العثمانيون لصربيا عام 1439م، من قبل قوات الإمبراطورية العثمانية.
انتهى الحصار بهجوم نهائي عثماني، ولكن صدّه المدافعون، ففك العثمانيون الحصار وعادوا إلى ديارهم.

## الخلفية
أدى الصراع على عرش المجر وسلافونيا إلى حرب أهلية أتاحت للعثمانيين فرصة للتقدم. اغتُنمت هذه الفرصة، قرر السلطان مراد الثاني فتح بلغراد.

## القوات
كانت قلعة بلغراد محمية بالقوانين الموضوعة هناك خلال فترة الديسبوت الصربي ستيفان لازاريفيتش. قام الجيش العثماني بقيادة السلطان مراد الثاني وعلي بك إفرينوس أوغلو (بالتركية: Evrenosoğlu Ali Bey)‏ ببناء سور حول المدينة واستخدمه في رشق تحصيناتها بالحجارة. كما استخدموا المدافع في سمندرية، عاصمة الديسبوتية الصربية التي فتحوها قبل عام.
قوة حامية بلغراد غير معروفة. إلى جانب عصابة تالوفاك المكونة من حوالي 500 رجل من كرواتيا، تم فرض الحامية مع رماة مرتزقة تشيكيين وإيطاليين. كما ساعد السكان المجريون المحليون المدافعين كانت لقوات تالوفاك ميزة كبيرة لأن بعضهم استخدم البنادق، وهو أول استخدام للبنادق ضد العثمانيين.

## المعركة
اقترب السلطان مراد الثاني من بلغراد مع قواته في نهاية أبريل 1440م. لم يكن تالوسي على علم بحجم القوات العثمانية وكان ينوي في البداية هزيمتهم في ساحة المعركة المفتوحة، ولكن عندما أدرك أن قوات العثمانيين كانت تفوقهم عددًا كبيرًا، تراجع تالوسي إلى المدينة. أمر السلطان مراد الثاني ببناء أبراج متحركة ومدافع مختلفة الأحجام، وحصن موقعه وحاصر المدينة.
وفقًا للمؤرخ الصربي قنسطنطين ميهايلوفيتش (Konstantin Mihailović)، تم منح لقب "بك" وأراضي للجندي العثماني الذي لوح بالعلم العثماني على أسوار بلغراد. وعلى الرغم من أن إفرينوس أوغلو كان يحمل بالفعل لقب بك في ذلك الوقت، إلا أنه قرر بنفسه أن يقود الهجوم على جدران قلعة بلغراد، على أمل زيادة سمعته الكبيرة بالفعل.